# Lieu du sabbat

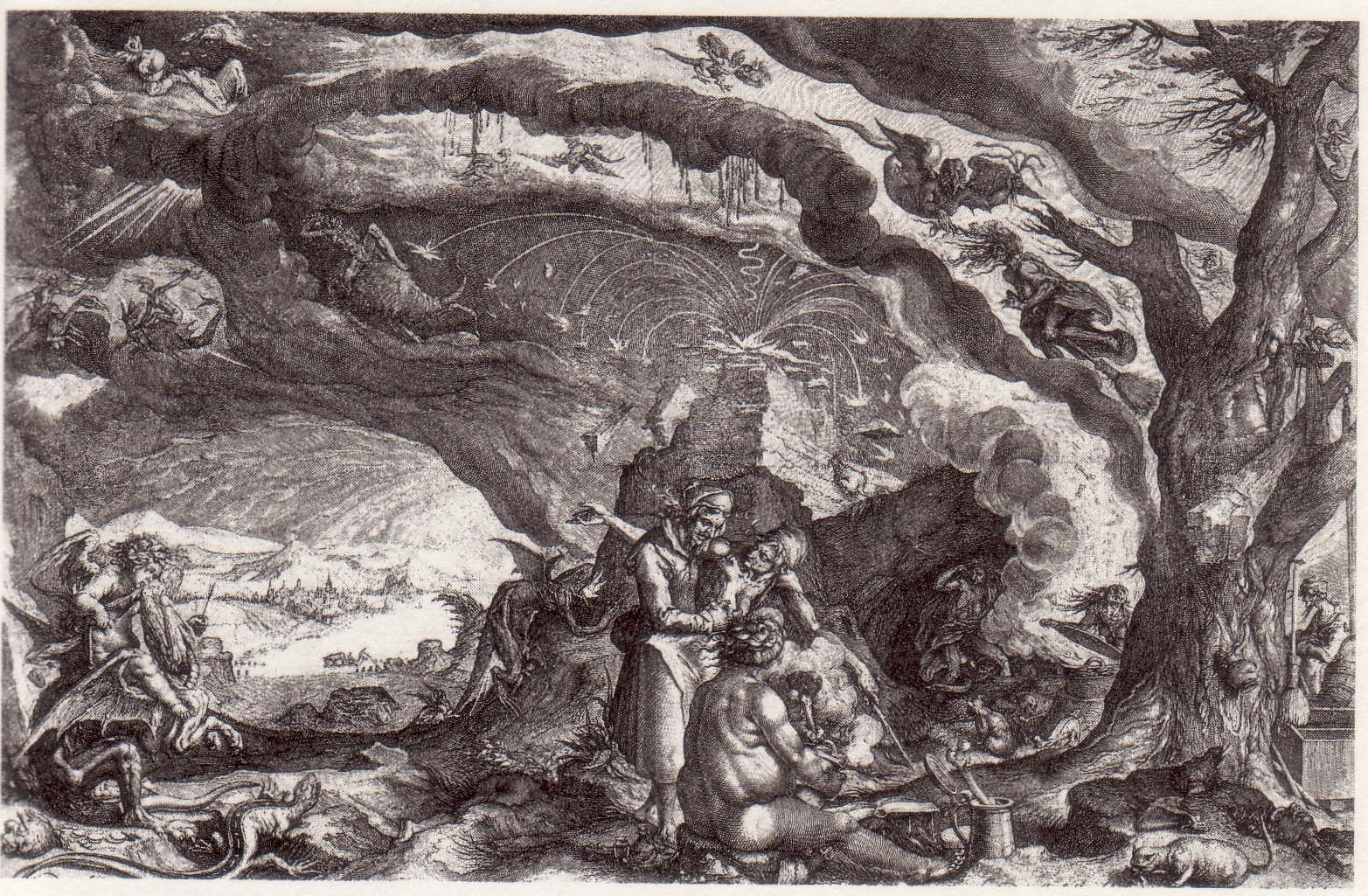
Sabbat de sorcières au pied d'un arbre, gravure de Jacob De Gheyn le Jeune, vers 1700

Le lieu du sabbat est l'endroit où se réunissent les sorciers lors des cérémonies du sabbat. Le lieu n'est pas toujours le même mais correspond à des critères récurrents : les sorciers et sorcières se réunissent le plus souvent à l'extérieur, dans des lieux presque toujours isolés et loin des habitations. Cela peut-être une haute montagne ou une lande déserte, d'autant qu'ils peuvent s'y rendre par des moyens magiques. Mais aussi des lieux plus accessibles : forêts, vallons, marécages, ou encore des carrefours voués depuis toujours aux influences occultes. Des endroits remarquables par leur ambiance mystérieuse peuvent aussi être choisis : mégalithe, ruines, site rocheux, grand arbre... Cérémonies réelles ou fantasmées, la mémoire de ces lieux est conservée dans les actes des procès en sorcellerie et dans les recueils des folkloristes.

## Typologie des lieux du sabbat

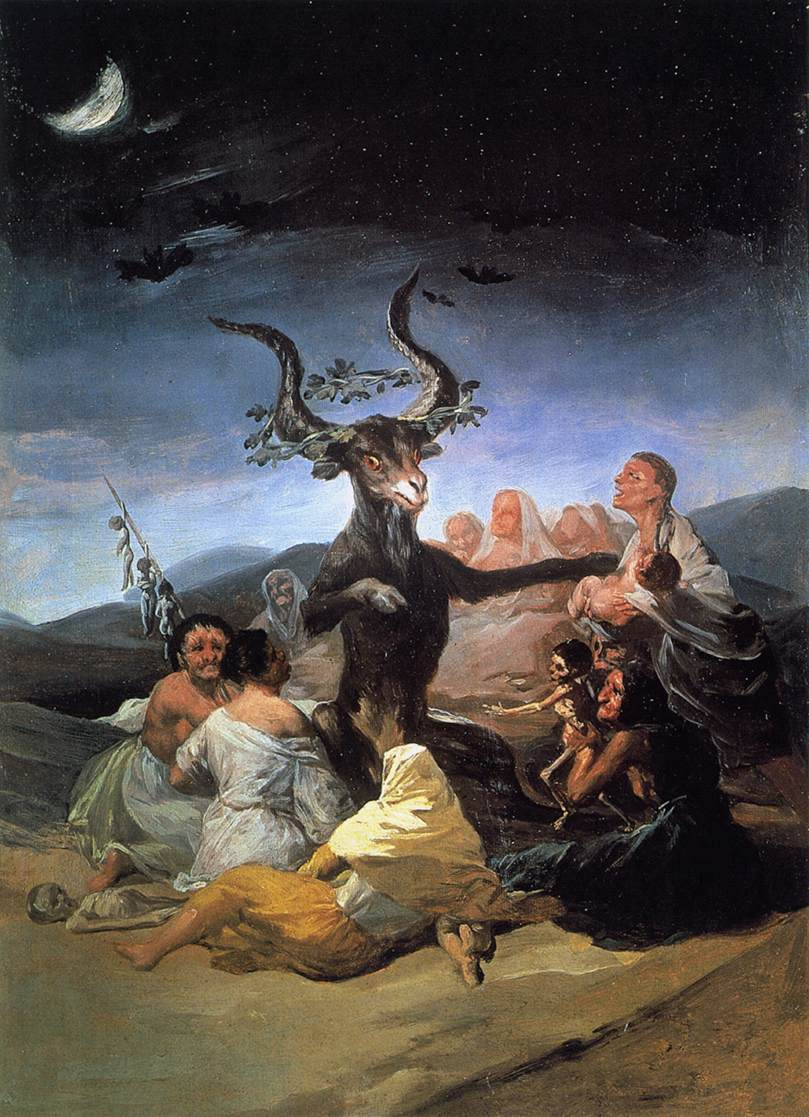
Sabbat des sorcières dans les montagnes, peinture de Goya, vers 1798

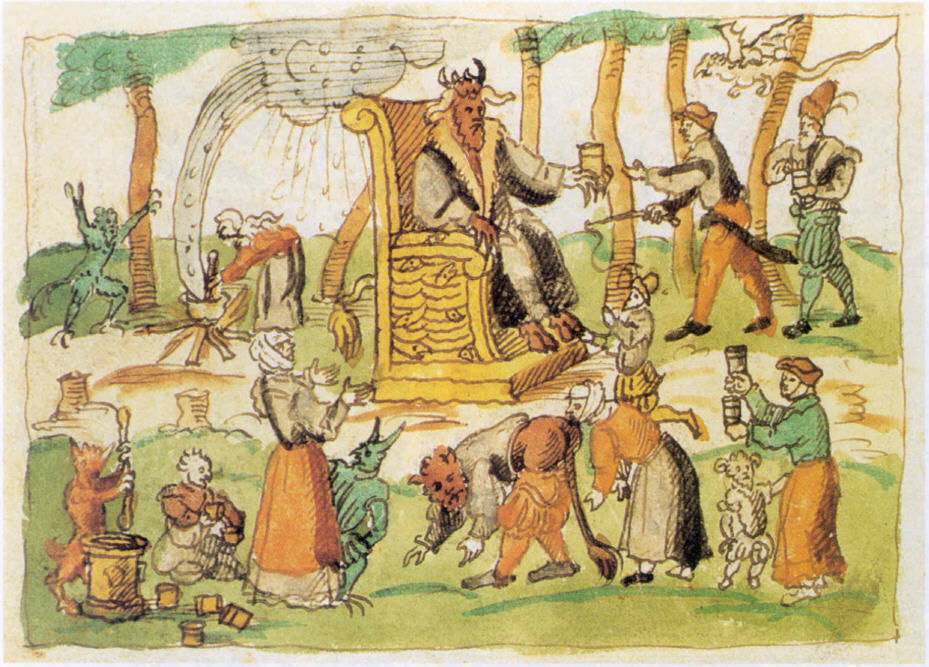
Sabbat le long d'un chemin, chronique de Johann Jakob Wick (XVIe siècle)

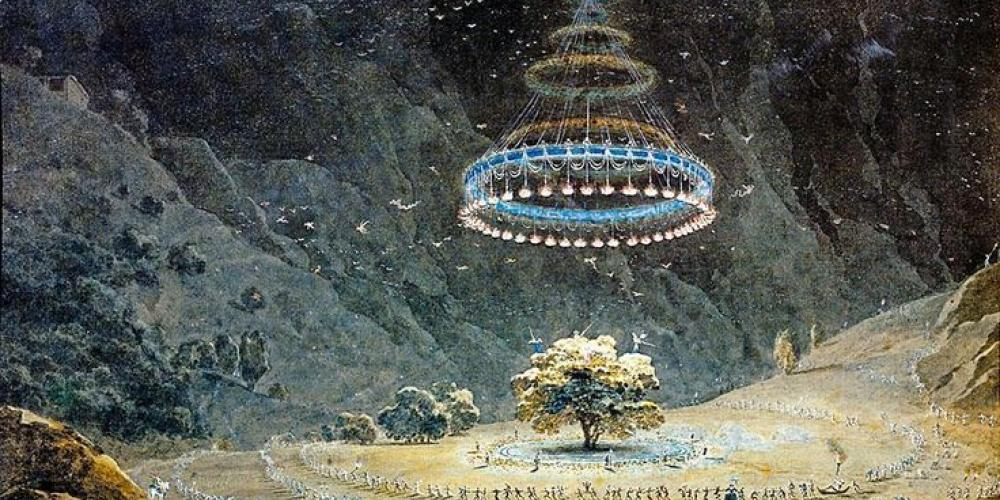
Sabbat dans les montagnes, autour d'un arbre à Bénévent, aquarelle, début du XIXe siècle

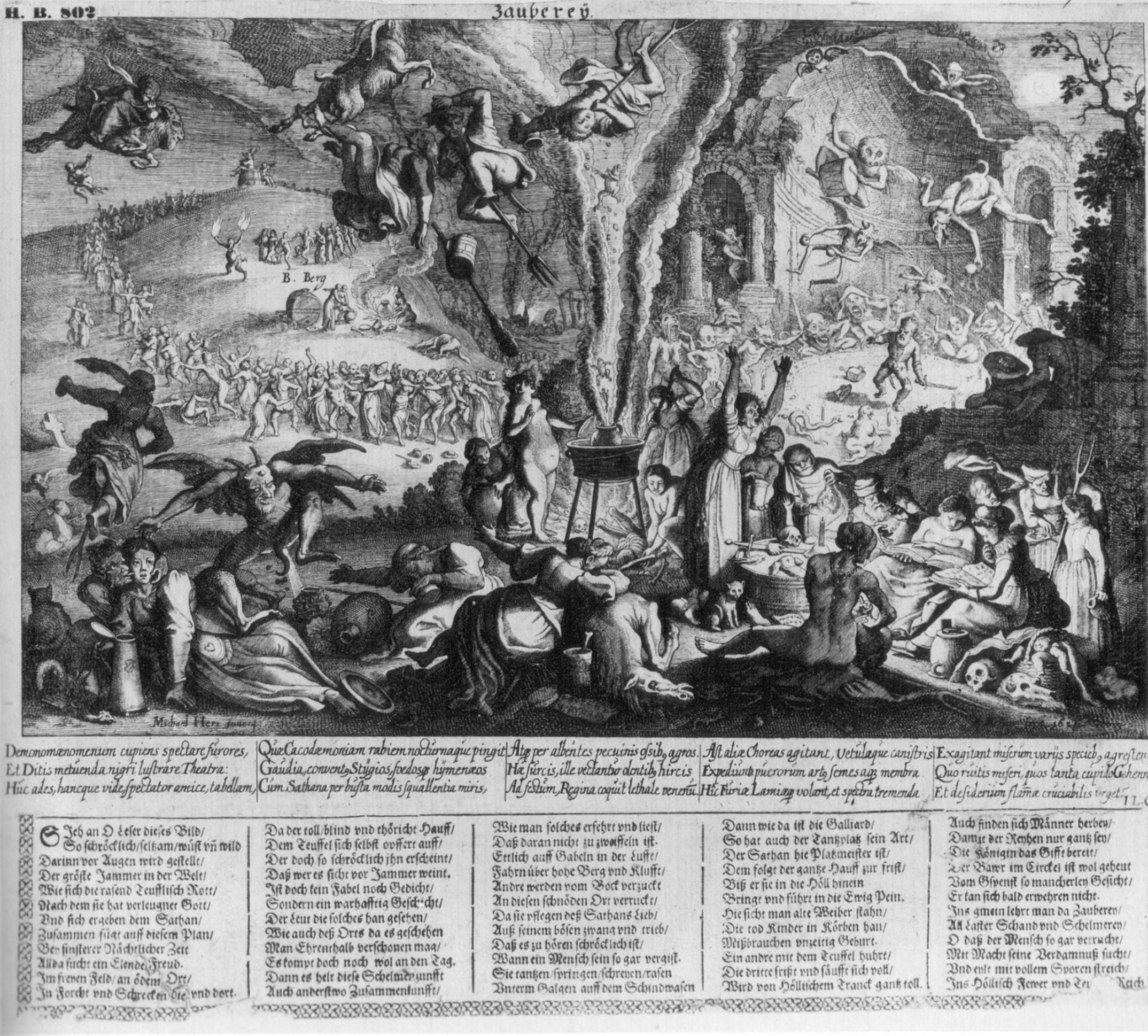
Sabbat dans les montagnes et dans des ruines, gravure de Michael Herr, 1626

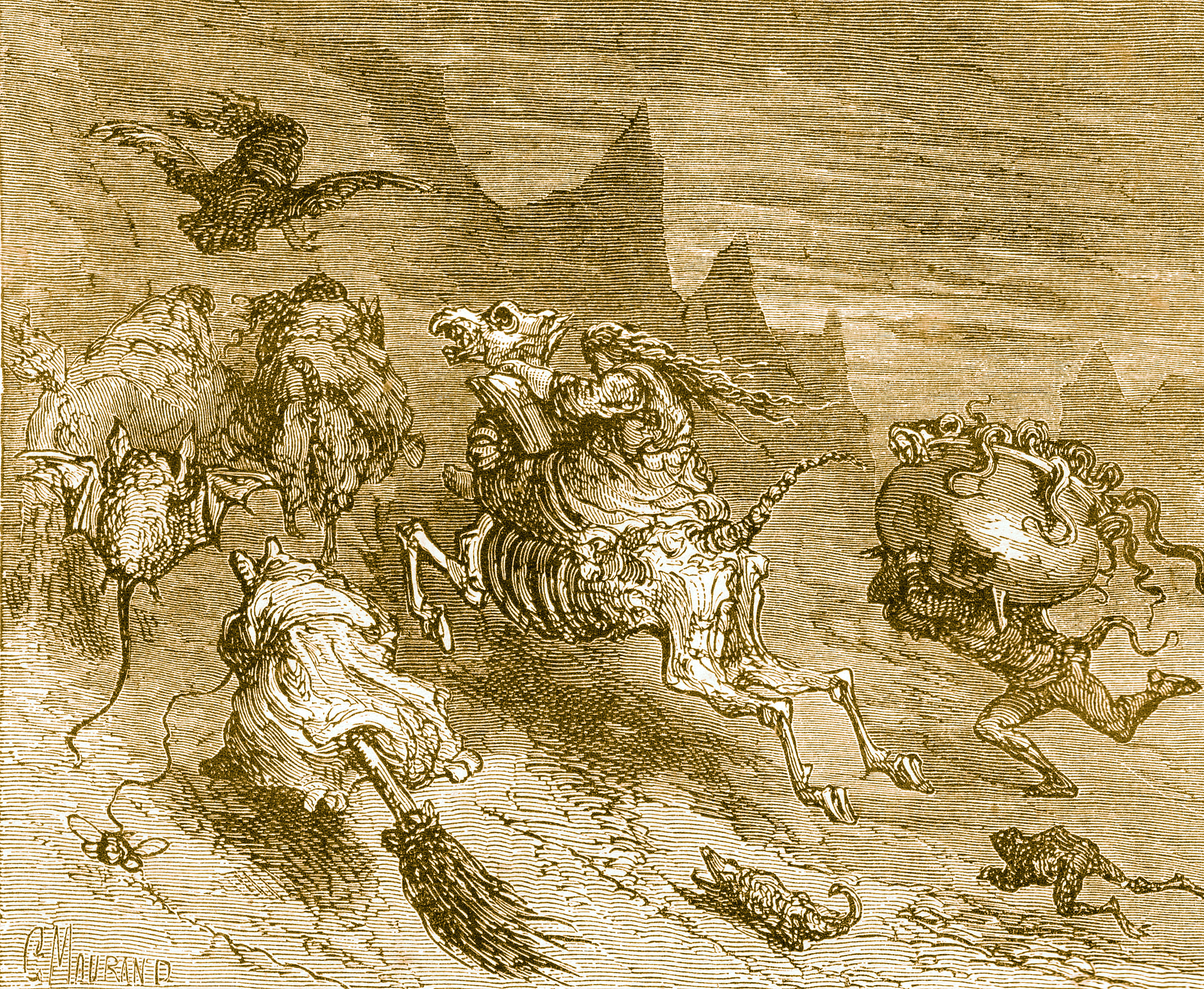
Sorcières partant au sabbat, gravure de Charles Maurand

Dans son Dictionnaire infernal, Jacques Collin de Plancy nous explique que « Le sabbat se fait dans un carrefour, ou dans quelque lieu désert et sauvage, auprès d'un lac, d'un étang, d'un marais, parce qu'on y fait la grêle et qu'on y fabrique dès orages. Le lieu qui sert, à ce rassemblement reçoit une telle malédiction, qu'il n'y peut croître ni herbe, ni autre chose. »
Maurice Crampon donne plus de détails et présente l'essentiel des lieux habituels : « L'assemblée du sabbat se tenait traditionnellement dans les bois, au sommet des montagnes, dans les plaines, sur un pont, ou une place publique, en certaines maisons particulières, aux carrefours. Chez nous [en Picardie], elle a presque uniquement lieu dans les bois ou dans les prés touchant à la Forêt. Nous retrouvons cette idée très nette de l'exaltation des forces naturelles. Rarement, on a conservé le souvenir d'un carrefour comme à Tricot, ou d'une maison de village comme à Hailles. Les habitants portent encore le blason de « Sorciers de Hailles ». On montre encore dans le pays, le « Quartier des Sorciers ». Ils se réunissaient dans une maison sous la conduite du grand chef [...] L'endroit choisi est un carrefour d'allées ou une clairière, au milieu du bois. Les sorciers des environs pouvaient ainsi s'y rendre facilement ».
Les lieux inhospitaliers, montagnes ou landes désertiques, sont souvent cités dans les légendes, moins lors des procès. Si leur accès semble poser un problème, il faut se souvenir que les participants du sabbat s'y rendent souvent par des moyens magiques : onguents, balai et même parfois seulement en rêve.
L'isolement est le caractère qui revient quasi-systématiquement. La cérémonie pouvant regrouper un grand nombre de participants, tout doit se faire loin des regards profanes. Le lieu choisi est souvent un lieu naturel, parfois un château en ruine, le plus souvent à l'écart des habitations. Il peut aussi s'agir plus rarement d'une cérémonie dans une habitation citadine, voire exceptionnellement religieuse (cour du prieuré de la Mouille par exemple).
La forêt est un lieu particulièrement accueillant pour les sorciers ; aux antiques craintes d'un lieu sombre, s'ajoute indéniablement l'aspect pratique d'un endroit très isolé des regards et des oreilles indiscrètes. C'est le type de lieu le plus souvent rencontré dans la liste ci-dessous des sabbats en France.
Un autre élément récurrent est la proximité d'un arbre remarquable, dont certaines espèces sont particulièrement liées aux pratiques magiques, l'orme ou le noyer en particulier.
Si un grand arbre constitue un point de ralliement bien visible, c'est aussi le cas de certaines croix, dont la symbolique chrétienne ne semble pas faire peur aux adeptes,.
Le carrefour est un autre lieu important des pratiques magiques et surnaturelles, au moins depuis l'Antiquité où Hécate, la déesse des carrefours, est aussi celle des pratiques magiques. Au tournant des XVIe siècle et XVIIe siècle, deux procès en sorcellerie dans le Berry, terre de sorciers, vont rester parmi les plus fameux du genre en France et rappellent tous les deux le lien entre carrefour (carroi en langue berrichonne) et sorcellerie : les affaires du carroi Billeron et du carroi Marlou.
La mystérieuse présence des mégalithes a créé de nombreuses légendes et, s'il faut en croire les traditions, attiré autour d'eux les sorciers et leurs adeptes,.
Il faut aussi ajouter la proximité de l'eau, surtout stagnante, qui permet d'avoir à disposition la présence précieuse des crapauds,. L'eau était également nécessaire pour « battre l'eau » afin d'obtenir de la grêle.
Dans certaines régions, les endroits où se rassemblaient les sorciers étaient très nombreux, presque dans chaque paroisse (« il est bien peu de villages qui n'aient eu leur sabbat particulier »)

## Nature des lieux du sabbat
En dehors de son aspect géographique, le lieu du sabbat peut regrouper différents concepts, souvent confondus dans la pensée de l'époque, mais qui correspondent aux diverses théories des chercheurs modernes sur la sorcellerie :
- Ce peuvent être des lieux légendaires, remplis de la présence de créatures surnaturelles, censées s'y retrouver en grand nombre pour danser et se divertir. Les réunions de fées (anciennes nymphes celtes ou romaines ?) sont parfois appelées péjorativement sabbat. Dans plusieurs récits, à l'occasion d'une balade nocturne, des humains sont parfois des invités inattendus, parfois bienvenus, parfois non, de ces créatures. Méchantes fées et sorcières sont parfois confondues (« En Picardie, les fées sont tellement bien assimilées aux sorcières, qu'en certains endroits, on ne les distingue pas les unes des autres. »[13])
- Des lieux où des signes évoquent a posteriori aux habitants locaux qu'un sabbat a pu s'y tenir. C'est par exemple des zones où l'herbe ne pousse pas aussi bien qu'ailleurs. Une ronde de sorciers pouvant expliquant l’inexplicable (« Dans le langage populaire, le nom de chaume-pelaïe est donné aux endroits où les sorcières sont censées tenir leur sabbat et où toute végétation a disparu. »[14])
- Des lieux inaccessibles (hautes montagnes par exemple)[15], où les sorciers (surnaturels ou humains) se rendent par des moyens magiques, à cheval sur leur balais, ou même en rêve, sans transport de leur corps physique[5].
- Des lieux où une nature étrange (chaos de roches, atmosphère inquiétante) ou encore un mégalithe, ou une tradition oubliée ont pu enflammer l'imaginaire locale. Ces lieux peuvent être cités lors d'un témoignage judiciaire, extirpé par la brutalité des tortures lors des enquêtes en sorcellerie ou par la malveillance de certains témoins. Les sabbats n'auraient pas de réalité et n'existeraient que dans l'imagination populaire et les fantasmes des juges[16].
- Des lieux réels, isolés, où d'authentiques rassemblements humains avaient lieu, autour de cérémonies dont la nature reste hypothétique et peut-être multiple : survivances d'anciennes cérémonies païennes[17], orgies sexuelles[12], rites satanistes réels, espaces de liberté[18],[12],[19], etc.

Il est souvent impossible de déterminer à quel type les lieux relevés ici correspondent. Ils sont parfois connus par les actes des procès en sorcellerie, mais plus souvent par les traditions populaires, patiemment recueillies par les chercheurs en folklore de la deuxième moitié du XIXe siècle, époque où les vieilles traditions sont déjà en perte de vitesse face à la modernité envahissante. Les témoignages en sont d'autant plus incertains.

## Liste de lieux du sabbat enFrance

### Répartition géographique en France
La répartition des lieux référencés ici n'est pas homogène sur le territoire français. Elle dépend surtout du travail local de folkloristes, souvent régionaux. On pourrait suggérer que la Picardie ou les Ardennes ont gardé une trace plus vivace des traditions sabbatiques, mais plus sûrement que des chercheurs locaux ont été plus pugnaces qu'ailleurs (citons en particulier les travaux de Maurice Crampon et Albert Meyrac). La remarque est identique pour la Franche-Comté et la Vendée. Des chercheurs ont par ailleurs noté le peu de tradition du sabbat en Provence,.